# Временный революционный совет Башкортостана
Временный революционный совет Башкортостана (Временный Революционный Центральный Совет Башкуртстана, Временный революционный совет Автономного Башкурдистана) — просоветский  альтернативный орган Башкирскому Правительству, созданный сразу после ареста его членов.

## История
Временный Революционный Совет Башкортостана был создан 4 февраля [17 февраля] 1918 года на собрании башкирской молодежной организации «Тулкын» («Волна») в Оренбурге. В состав Совета вошли А. Давлетшин (председатель), Г. Алпаров, Х. Ильясов, М. Муртазин, Ф. Султанбеков, С. Тагиров, Ж. Шарипов, Б. Шафиев, К. Юлмухаметов.
19 февраля 1918 года Оренбургский губернский ревком утвердил состав ВРСБ. Два представителя ВРСБ вошли в Мусульманский военревком, а Бахтигарей Шафиев в состав губернского ревкома Оренбурга.

«Проект автономии Башкортостана», разработанный Временным революционным Советом Башкортостана (ВРСБ)

Главной целью ВРСБ являлось — защита интересов рабочих, крестьян и солдат Башкортостана. Также в своей резолюции ВРСБ подтвердил законность Автономии Башкурдистана, принятой на Всебашкирских курултаях 1917 года, с включением проекта о советской автономии республики. Совету Народных Комиссаров ВРСБ заявил, что категорически против вхождения Башкортостана в Урало-Волжский штат, который организовали татары и сообщил, что отправляет полноправное представительство в Москву для подтверждения башкирской автономии. 26 марта представительство из четырех человек под руководством Бахтигарея Шафиева представили в Наркомнаце «Проект автономии Башкортостана». Но проект не был рассмотрен, так как Комиссариат по делам мусульман и Наркомнац уже подготовили проект о Татаро-Башкирской Советской Республики.
Деятельность ВРСБ не раз подвергалась противодействию со стороны комиссара по делам национальностей Г. К. Шамигулова, который отрицательно относился созданию Башкирской Советской Республики. Позиция Шамигулова была поддержана секретарем Оренбургского губкома партии Коростелевым и некоторыми другими членами. 30 марта 1918 года Оренбургский губернский исполком распустил ВРСБ, по причине, что пролетарская революция не признает национальных границ и автономий и что деятельность ВРСБ не отличается от деятельности Башкирского областного (центрального) шуро. Но ВРСБ не подчинился этому решению и с началом апреля переехал в город Стерлитамак. Вскоре он прекратил своё существование.
Временный революционный совет Башкортостана так и не смог осуществить проект автономии, как и из-за отсутствия поддержки населением, так и из-за того факта, что советское правительство поддерживало реализация проекта Татаро-Башкирской советской республики.

## Проект автономии Башкортостана
Согласно проекту, предоставленного Временным революционным советом Башкортостана на утверждение в Совет народных комиссаров и Наркомнац, автономный Башкортостан должен был войти в составе РСФСР, как один из её федеративных штатов. Высшим органом власти в пределах автономии должен был стать съезд советов, который избирает «Главный совет депутатов». В обязанности съезда советов входило:
- сохранение общественной безопасности;
- сбор и расходование прямых налогов;
- распоряжении вооружёнными силами автономии;
- распоряжение народным достояние (капитал, земля, недра, леса);
- народное образование;
- содержание милиции;
- народное продовольствие;
- кооперация и мелкие кредиты[5].

В обязанности же, так называемого, Главного совета депутатов входило:
- окончательная выработка законов автономии;
- приглашение лиц по найму для руководства специальными отделами;
- созыв в необходимых случаях съезда советов[5].

Для осуществления власти на местах должны были быть созданы кантональные советы и исполнительные комитеты, которые временно пользовались положение об аналогичных органах власти Башкурдистана — положением о кантональных думах и управах. Для осуществления судебной власти создавалась «временная высшая судебная инстанция на месте пребывания правительства Башкортостана, которая впредь до выработки курултаем законоположений, руководствуется существующими законами».

### Территория автономии
Согласно проекту ядро штата (автономии) должна была составить восточная часть Башкирии, в которой по утверждению ВРСБ 95% населения составляли мусульмане. Это южная часть Красноуфимского уезда, юго-восточная часть Екатеринбургского, юго-западная часть Шадринского, юго-западная часть Челябинского, западная часть Троицкого, западная часть Верхнеуральского, северо-западная часть Орского и северная часть Оренбургского уезда. Помимо этого в будущем планировалось включить в состав следующие территории: южная часть Осинского уезда, юго-западная часть Бирского, восточная часть Мензелинского, восточная часть Бугульминского, восточная часть Бугурусланского, северо-восточная часть Стерлитамакского.
Данная территория и её границы, как говорилось в проекте, являлась установленной пока односторонне — «только волею одного башкирского народа».

## Председатели Временного революционного совета Башкортостана
- Жигангир Шарипов[6]
- Абдулла Сибагатуллович Давлетшин